# Malmbergs Elektriska
Malmbergs Elektriska AB är ett svenskt elgrossist och installationsföretag för elektriska installationer med säte i Kumla. Malmbergs har verksamhet i Sverige, Norge, Danmark, Finland och Storbritannien.
Malmbergs startade sin verksamhet 1916 som elinstallatör i Kristinehamn. Det utvidgade sin verksamhet 1981 till att bli en leverantör av elmaterial på den nordiska marknaden.
Malmbergs Elektriskas aktie börsnoterades 1999. Den är noteraded på Stockholmsbörsens Small Cap-lista.